# Bernard Edeine
Bernard Edeine (Bayeux, 4 février 1908 - Caen, 9 septembre 1999) est un ethnologue et archéologue français.

## Biographie

### Les années de formation et les débuts professionnels
Né à Bayeux en 1908 dans une vieille famille d’enseignants normands, Bernard Edeine commence par étudier l’anglais et, très attiré par les civilisations asiatiques, le chinois à l'École nationale des langues orientales, dont il sort diplômé en 1933. Il obtient également une licence en droit. Parallèlement, il s'intéresse à ce qu'on appelle à l'époque le folklore et entre en contact avec Georges-Henri Rivière, fondateur du Musée des Arts et Traditions populaires.
En 1935 il est nommé professeur d’anglais au collège de Romorantin (Loir-et-Cher).  Dès l'année suivante, avec l’aide de ses jeunes élèves issus du monde rural et de leurs parents comme informateurs, il commence ses premières enquêtes sur l'ethnologie de la Sologne.

### Les années de guerre et leurs suites
Mobilisé au début de la Seconde Guerre mondiale, Bernard Edeine participe aux combats contre l'armée allemande. Il est fait prisonnier et monte dans son stalag un centre de renseignements et d'évasion. Des faux papiers de sa fabrication lui permettent d'être libéré en 1943. Il retrouve son poste d'enseignant à Romorantin et s'engage dans la Résistance, participant au cours de l'été 1944 à la libération de la région comme chef de groupe dans les maquis solognots.
Au lendemain de la Libération, les contacts qu'il a noués dans la Résistance le rapprochent des milieux gouvernementaux. Il devient alors chargé de mission à la Présidence du Conseil, mais déçu par les manœuvres politiques dont il est témoin, il démissionne au bout d'un an et réintègre l'Éducation nationale.

### Les années de recherches au CNRS
En 1947 il retrouve fortuitement un de ses condisciples des Langues orientales, André Leroi-Gourhan, devenu un des grands spécialistes de l'ethnologie et de la préhistoire, et professeur à la Sorbonne. Il lui confie son projet de reprendre  et d'approfondir ses recherches ethnologiques sur la Sologne. Leroi-Gourhan lui obtient en 1952 un détachement au CNRS. Bernard Edeine devient alors chercheur à plein temps et le restera jusqu'à la fin de sa carrière. Parallèlement à la préparation d'une thèse sur l'ethnologie de la Sologne, il assume de nombreuses missions archéologiques aux côtés d'André Leroi-Gourahn et participe à des campagnes de fouilles dans le Morvan, à Arcy-sur-Cure et en Normandie.
En 1960, il soutient sa thèse de doctorat ès lettres, œuvre pionnière en matière d’ethnologie métropolitaine. « Somme considérable de documents et de réflexion personnelle, ce travail sur la Sologne est à peu près unique dans l’ethnologie française » écrivait alors André Leroi-Gourhan.
À partir de 1960, il se consacre à l’archéologie préhistorique, formant notamment de nombreux futurs préhistoriens dans le camp de fouilles du Mont-Joly, sur la commune de Soumont-Saint-Quentin Calvados, qu’il avait fondé en 1957 et qu'il dirige pendant une dizaine d'années. Il s'intéresse également au site supposé d'Alésia à Chaux-des-Crotenay, dans le Jura.
Bernard Edeine est décédé à Caen (Calvados), le 9 septembre 1999. Ses héritiers ont déposé aux Archives départementales de Loir-et-Cher ses notes et manuscrits, qui sont conservés sous les cotes 62 J 1 à 68 ainsi qu'aux Archives départementales du Calvados.

## Publications
150 articles dans diverses revues, ainsi répartis : 
Ethnologie et histoire : 62 ; 
Archéologie : 88.
On trouvera la liste complète des travaux de Bernard Edeine dans Henry (Paul) et Pierre (Marie-Joseph), " Publications scientifiques de Bernard Edeine " dans Haute-Normandie Archéologique, tome 14, 2009, p. 9-16. 
En outre Bernard Edeine a écrit :
- La Sologne. Contribution aux études d’ethnologie métropolitaine, Paris-La Haye, Mouton, 1974. Tomes I et II, 1069 pages (thèse principale de doctorat ès lettres).
- La Sologne. Documents de littérature traditionnelle, Paris-La Haye, Mouton, 1975, 342 pages (thèse complémentaire de doctorat ès lettres).
- Le vieux parlage solognot, Chambray-lès-Tours, 1983.

## Sources
- Boutet (Gérard), « Merci à vous, Bernard Edeine », dans La République du Centre, 24 septembre 1999.
- Henry (Paul) et Edeine (Georges), « Bernard Edeine : un chercheur inscrit dans son temps », dans Haute-Normandie Archéologique, tome 14, 2009, p. 17-25.
- Martin-Demézil (Jean), « Bernard Edeine que j’ai connu (1908-1999) », dans Bulletin de la Société des Sciences et Lettres de Loir-et-Cher, 2000, p. 191-194.
- "Mélanges" en hommage à Bernard Edeine. Haute-Normandie Archéologique, tome 14, 2009 (numéro spécial en hommage à Bernard Edeine pour le dixième anniversaire de sa disparition).
- Poitou (Christian), « In memoriam : Bernard Edeine (1908-1999) », dans Bulletin de la Société archéologique et historique de l’Orléanais, nouvelle série, tome XV, no 126-2000, p. 55.